# Junji Suzuki

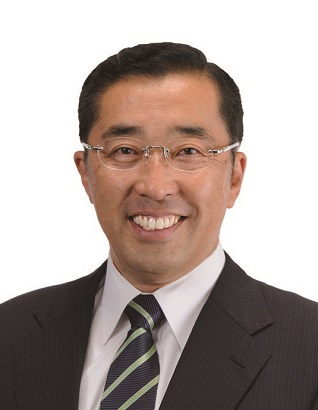
Junji Suzuki, 2011

Junji Suzuki (japanisch 鈴木 淳司 Suzuki Junji; * 7. April 1958 in Seto, Aichi) ist ein japanischer Politiker (LDP, zuletzt Abe-Faktion). Von 2003 bis 2009 und von 2012 bis 2024 war er Mitglied des Abgeordnetenhauses für den 7. Wahlkreis von Aichi oder den Verhältniswahlblock Tōkai, von September bis Dezember 2023 Minister für allgemeine Angelegenheiten (Sōmu-daijin, in englischsprachigen Ländern „Minister für innere Angelegenheiten und Kommunikation“).
Suzuki absolvierte nach seinem Studium an der rechtswissenschaftlichen Fakultät der Waseda-Universität das Matsushita Seikei Juku, die vom Matsushita-Denki-Konzerngründer (heute: Panasonic) gestiftete Kaderschmiede für Führungskräfte in Politik und Wirtschaft. Bei den einheitlichen Präfektur- & Kommunalwahlen 1991 kandidierte er erfolgreich für das Stadtparlament von Seto, 1995 wurde er wiedergewählt.
1999 trat er nicht mehr an und versuchte bei der Abgeordnetenhauswahl 2000 den Wechsel in die Nationalpolitik: Für die LDP kandidierte er im Wahlkreis Aichi 7, den er sich nach der „Costa-Rica-Methode“ mit Takashi Aoyama (NFP→Konservative Partei→LDP, Etō-Kamei-Faktion) teilen sollte, unterlag aber dem Demokraten Kenji Kobayashi. Im zweiten Anlauf gelang Suzuki bei der Wahl 2003, nun nach der „Costa-Rica“-Alternation bei der Verhältniswahl im Regionalwahlkreis Tōkai, der Einzug ins Unterhaus des Nationalparlaments. Ab 2005 war er der einzige LDP-Kandidat für Aichi 7 und wurde dort zunächst wiedergewählt, unterlag aber bei der LDP-Erdrutschniederlage 2009 der Demokratin Shiori Yamao. 2012 gewann er den Sitz zurück; bei den Wahlen 2014 und 2017 unterlag er Yamao, konnte aber jeweils mit relativ knappen Niederlagen einen Verhältniswahlsitz in Tōkai gewinnen. Nach Yamaos Rückzug gewann Suzuki bei der Wahl 2021 deutlich gegen Kazuyoshi Morimoto (KDP; vorher Aichi 15).
Für die Regierung war Suzuki von 2008 bis 2009 (umgebildetes Kabinett Fukuda & Kabinett Asō) parlamentarischer Sekretär im Ministerium für allgemeine Angelegenheiten. In der LDP leitete er von 2014 bis 2015 den PARC-Unterausschuss für Wirtschaft & Industrie, anschließend war er für das dritte Kabinett Abe bis 2016 Vizeminister im Ministerium für Wirtschaft & Industrie. Im Abgeordnetenhaus saß er von 2016 bis 2017 dem Justizausschuss vor. Von 2018 bis 2019 (Kabinett Shinzō Abe IV (1. Umbildung)) war Suzuki Vizeminister im Ministerium für allgemeine Angelegenheiten. Im September 2023 berief Fumio Kishida bei einer Kabinettsumbildung Suzuki als zuständigen Minister erstmals in ein Kabinett. Schon im Dezember 2023 trat er wie drei weitere Minister und mehrere Staatssekretäre der Abe-Faktion im Skandal um schwarze Kassen der Faktion zurück.
Bei der Abgeordnetenhauswahl 2024 unterlag Suzuki im Wahlkreis Aichi 7 deutlich der DVP-Kandidatin Saria Hino. Im Zuge des Kickback-Skandals war er von einer Doppelkandidatur bei der Verhältniswahl ausgeschlossen, hätte mit seiner klaren Mehrheitswahlniederlage (Sekihairitsu 63,9 %) aber auch einen Verhältniswahlsitz auf der LDP-Liste im Block Tōkai verpasst.